# Pachnes

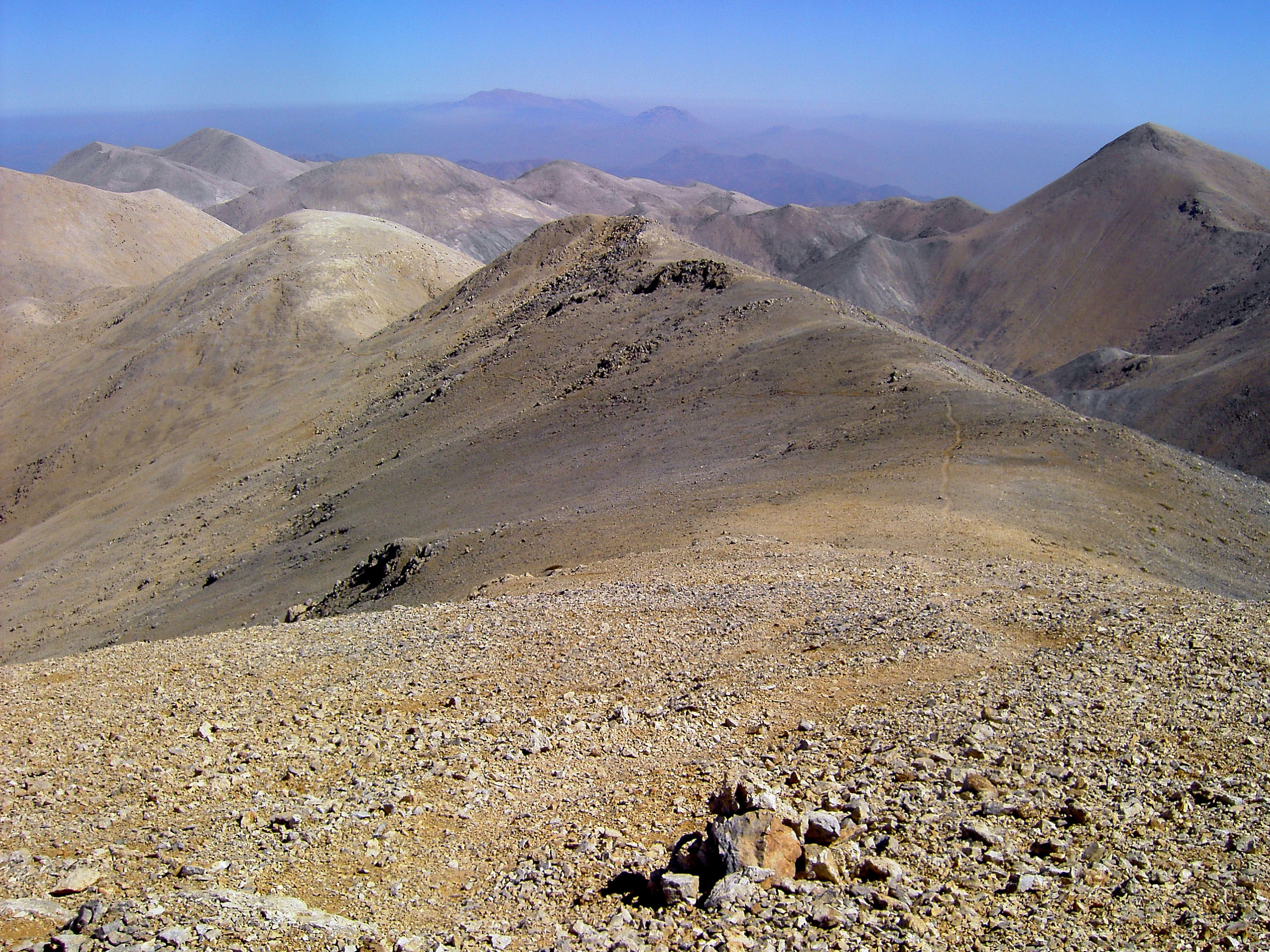
Vy från Pachnes i östlig riktning.

Pachnes är  Kretas näst högsta berg och är 2452 meter över havet. (Högst är Psiloritis med 2456 m.) Pachnes är den högsta toppen i Lefka Orimassivet ("vita bergen") som ligger söder om staden Chania.